# Frank Kenneth Goward
 (mars 2020).
Frank Kenneth Goward (1919 - mars 1954) est un scientifique anglais, spécialisé dans les technologies aériennes et le développement d'accélérateurs de particules .

## Début de carrière
Pendant la Seconde Guerre mondiale, Goward a travaillé comme spécialiste des technologies d'antennes au Telecommunications Research Establishment (TRE) de Malvern en Angleterre. Après la fin de la guerre, ses recherches se sont concentrées sur de nouvelles façons d'accélérer des particules chargées. En 1946, il a converti un bêtatron (le premier bêtatron ayant été créé par l'américain Donald William Kerst en 1940) en synchrotron d'électrons d'énergie cinétique maximale de 8 MeV à Woolwich Arsenal. Après cela, l'accélérateur a été déplacé à Malvern, où il a encore été amélioré. Ces travaux permirent, en octobre 1947, à Goward et son équipe, d'obtenir un faisceau stable, créant ainsi le premier synchrotron entièrement opérationnel.

## Travailler pour le CERN

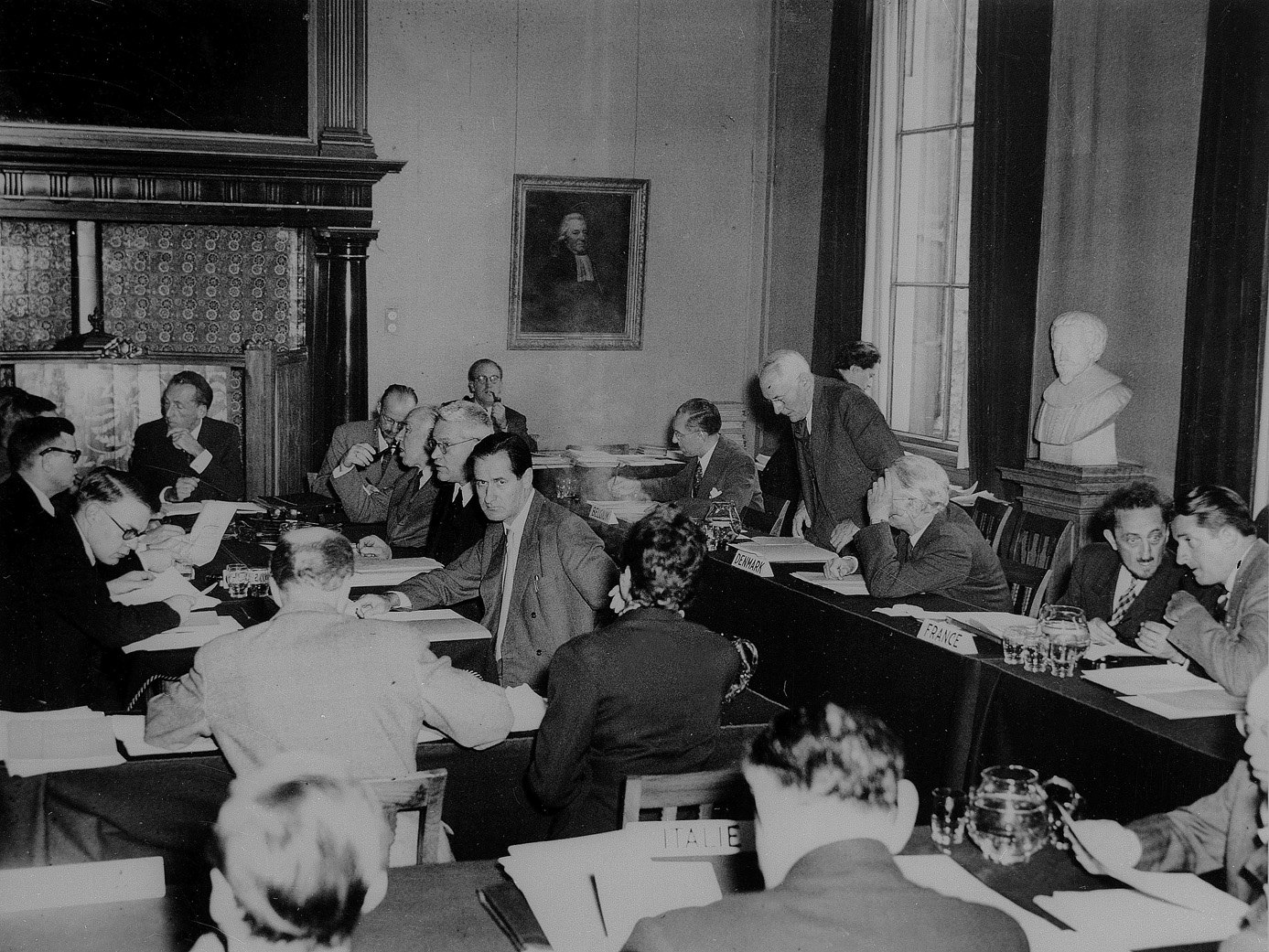
Troisième session du conseil provisoire du CERN à Amsterdam le 4 octobre 1952. Goward est représenté à l'extrême gauche de l'image, en train de lire en bas. Il a une raie dans sa chevelure et porte des lunettes.

En 1950, après que les recherches du Telecommunications Research Establishment (TRE) se soient éloignées de celles des accélérateurs synchrotrons, Goward a commencé à imaginer un centre de recherche européen commun qui se concentrerait sur l'exploitation pacifique de la physique nucléaire, lequel deviendra plus tard le CERN. Bien que les responsables du gouvernement du Royaume-Uni aient été, au début, très opposés à cette idée, les principaux scientifiques du pays y étaient favorables et ont tenté d'obtenir la participation du Royaume-Uni à cette entreprise. Parmi ceux-ci se trouvait John Cockcroft, qui a envoyé Goward comme observateur aux premières réunions de planification en 1951,. Lors de la première session du conseil provisoire du CERN en mai 1952, Goward a été élu directeur adjoint du groupe d'étude chargé des études et des enquêtes sur le futur synchrotron à protons (PS), un nouvel accélérateur qui atteindrait des énergies cinétiques allant jusqu'à 10 GeV. Le directeur du groupe d'étude était le Norvégien Odd Dahl.
Avec le groupe PS d'origine, Goward a développé des idées et des techniques pour construire le premier synchrotron du CERN. Ce travail a pris un élan décisif lorsque Goward, avec ses collègues Odd Dahl et Rolf Widerøe, ont visité le Laboratoire national de Brookhaven aux États-Unis. Là, ils ont découvert le nouveau principe de focalisation par gradients alternés . À l'automne 1953, Goward s'installe définitivement à Genève et devient chef de projet du groupe PS, réunissant une équipe pour construire le synchrotron. Peu de temps après, il est tombé gravement malade, ce qui l'a obligé à retourner en Angleterre. Il est décédé en mars 1954. John Adams, qui deviendra plus tard Directeur général du CERN, fut le successeur de Goward à la tête du groupe PS.
En l'honneur de Frank Goward, une rue du campus principal du CERN à Meyrin porte son nom.